# Lasiochernes villosus
Espèce
Lasiochernes villosus est une espèce de pseudoscorpions de la famille des Chernetidae.

## Distribution
Cette espèce est endémique de Turquie. Elle se rencontre dans les provinces de Diyarbakır et d'Adana,.

## Publication originale
- Beier, 1957 : Pseudoscorpione gesammelt von Dr. K. Lindberg 1956. Förhandlingar vid Kungliga Fysiografiska Sällskapets i Lund, vol. 27, p. 145-151.